# Wednesday Night Heroes
Wednesday Night Heroes è una band hardcore punk proveniente da Edmonton, Canada. Il gruppo ha pubblicato il suo primo demo nel 1997 e nel 2001 il primo album The Wednesday Night Heroes. Ad esso è seguito, nel 2003, Superiority Complex anch'esso, come il precedente, con l'etichetta Longshot Music.

Il 5 giugno del 2007 la band ha pubblicato il suo terzo lavoro, Guilty Pleasures, che ha avuto un discreto successo sia dal punto di vista delle vendite che delle recensioni; è stato infatti inserito al primo posto tra i migliori album punk rock del 2007 nella lista stilata dal sito punkmusic.about.com.

Considerati come una via di mezzo tra lo street punk e l'Oi! di band come Cockney Rejects, Sham 69 e Exploited e l'hardcore statunitense di Social Distortion, Minor Threat e Naked Raygun, gli Wednesday Night Heroes hanno ormai raggiunto una più che discreta notorietà.

## Formazione
- Graeme MacKinnon - voce
- Luke MacKinnon - chitarra
- Konrad Adrelunas - basso
- Jay Zazula - batteria

## Discografia
- 2001 - The Wednesday Night Heroes
- 2003 - Superiority Complex
- 2007 - Guilty Pleasures